# Polkowicki
Polkowicki là một huyện thuộc tỉnh Dolnośląskie của Ba Lan. Huyện có diện tích 779 km². Đến ngày 1 tháng 1 năm 2011, dân số của huyện là 61730 người và mật độ 79 người/km².